# Sphenacanthus
Sphenacanthus es un género extinto de pez condrictio ctenacantiforme perteneciente a la familia de los esfenacántidos que vivió durante el período Carbonífero en Escocia, España, Rusia y Brasil. Vivió hace unos 359 millones años, y fue uno de los primeros miembros de los elasmobranquios, el linaje que conduciría a los tiburones actuales. Sphenacanthus probablemente cazaba a otros peces pequeños y a diferencia de sus parientes modernos habitaba en sistemas de agua dulce. Sphenacanthus tenía siete aletas, dos en la parte superior y cinco en la parte inferior, además de poseer una dentición heterodonta y mandíbulas relativamente largas y altas.

## Paleobiología
Sphenacanthus fue descubierto originalmente en terrenos carboníferos de Escocia (Grupo Visén Oil Shale), en el Reino Unido, en hábitats de lagunas de agua dulce, un ambiente que también se ha reportado para la Cuenca Paraná en Brasil (Formación Rio do Rasto). Otros hallazgos como los de la Cuenca Puertollano en España sugieren que además vivió en zonas de influencia marina, en aguas salobres o semisalobres. Compartió su hábitat de agua dulce con otros tiburones, incluyendo a Ctenacanthus de un metro de largo y a una especie similar, Tristychius arcuatus. Es posible que Sphenacanthus se haya alimentado de sus parientes más pequeños.

## Literatura
- Chahud, A.; Fairchild, T.R. & Petri, S. 2010. Chondrichthyans from the base of the Irati Formation (Early Permian, Paraná Basin), São Paulo, Brazil. Gondwana Research, 18:528-537.doi:10.1016/j.gr.2010.01.006
- Silva-Santos, R. 1946. Duas novas formas de Elasmobrânquios do Paleozóico do Meio Norte, Brasil. Anais da Academia Brasileira de Ciências, 18:281-287.
- Silva-Santos, R. 1947. Um Ctenacanthus do Gondwana brasileiro. Anais da Academia Brasileira de Ciências, 19:247-253.